# Namandia
Namandia is een monotypisch geslacht van spinnen uit de  familie van de Desidae.

## Soort
- Namandia periscelis Simon, 1903